# Emil Martin
Emil Martin (ur. 27 listopada 1894, zm. ?) – niemiecki strzelec, olimpijczyk i medalista mistrzostw świata.
Martin wystąpił na Letnich Igrzyskach Olimpijskich 1936 w jednej konkurencji – pistolecie dowolnym z 50 m, w którym uplasował się na 19. miejscu.
Podczas swojej kariery Martin zdobył dwa medale na mistrzostwach świata, wszystkie w pistolecie dowolnym. W latach 1935 i 1939 stał na trzecim stopniu podium w zawodach drużynowych. 

## Wyniki

### Igrzyska olimpijskie
| Igrzyska    | Konkurencja            | Wynik                        | Miejsce | Źródło |
| ----------- | ---------------------- | ---------------------------- | ------- | ------ |
| Berlin 1936 | Pistolet dowolny, 50 m | 519 pkt. (84–86–91–81–88–89) | 19      | [ 2 ]  |

### Medale mistrzostw świata
Opracowano na podstawie materiałów źródłowych:
| Mistrzostwa  | Konkurencja                       | Wynik             | Miejsce |
| ------------ | --------------------------------- | ----------------- | ------- |
| Rzym 1935    | Pistolet dowolny, 50 m, drużynowo | 2548 pkt. (druż.) |         |
| Lucerna 1939 | Pistolet dowolny, 50 m, drużynowo | 2638 pkt. (druż.) |         |